# Reserva natural estricta de Vaixlòvani
La Reserva natural estricta de Vaixlòvani (georgià: ვაშლოვანის სახელმწიფო ნაკრძალი) és una àrea protegida del municipi de Dedoplistskaro, regió de Kakhètia, a Geòrgia, a la serralada de Xiraki i a la ribera georgiana del riu Alàzani, a una altitud de 300-600 metres sobre el nivell del mar.
La superfície total protegida és de 10.143 hectàrees, amb bosc a 4.032 ha, i la resta són camps, desert i barrancs. L'objectiu de la reserva natural és protegir i preservar espècies rares de flora i fauna forestals rares.

## Flora
El bosc protegit té sobretot pins i ginebres. També hi ha Celtis, Pyrus salicifolia, magraners, cirerers de guineus, espirees, Paliurus i festucs salvatges.

## Fauna
Hi ha moltes espècies d'aus: la perdiu de roca, el voltor comú, l'oriol, la griva, inclosos els gairebé amenaçats voltors negres). Els mamífers estan representats pels senglars, els conills, la guineu, el llop, l'os bru del Caucas, la hiena ratllada, el toixó i el lleopard (Panthera pardus).

## Clima
Pel que fa al clima, aquesta és la regió més seca i dura de Geòrgia. El clima es caracteritza per la sequedat i la calor.